# Tigani
Tigani är en udde i Grekland. Den ligger i regionen Kreta, i den södra delen av landet, 270 km söder om huvudstaden Aten.
Halvön Tigani är en höjdplatå som är förbunden med Kreta genom ett sandrev, Balos, som är ett populärt turistmål. Närmaste större samhälle är Kissamos, 12 km sydost om Tigani. 